# Jirō Taniguchi
Pour les articles homonymes, voir Taniguchi.
谷口 ジロー
Œuvres principales
Première œuvre : Kareta heya

Œuvres majeures :
- Terre de rêves
- Au temps de Botchan
- Icare
- L'Homme qui marche
- Le Sommet des dieux
- Quartier lointain
- Le Journal de mon père
- Un zoo en hiver

Jirō Taniguchi (谷口 ジロー, Taniguchi Jirō) est un auteur japonais de mangas seinen et gekiga, né le 14 août 1947 à Tottori (préfecture de Tottori) au Japon et mort le 11 février 2017 à Tokyo.

## Biographie
Jirō Taniguchi naît dans une famille « endettée, assez pauvre ». Enfant à la santé fragile, il passe beaucoup de temps à lire et à dessiner. Son père est tailleur, sa mère exerce divers métiers tels que femme de ménage, employée de marché ou de pachinko. Il a deux frères aînés. Âgé de 4 ans, il est très marqué par l'incendie de la maison familiale survenu lors du grand incendie de Tottori (鳥取大火, Tottori taika) le 17 avril 1952, qu'il relatera plus tard dans Le Journal de mon père.
Lecteur dans sa jeunesse de mangas shōnen, il s'intéresse au seinen et au gekiga à partir de la fin des années 1960 sous l'influence de Yoshihiro Tatsumi et du magazine Garo. À 18 ans il quitte la maison familiale et trouve un emploi de bureau à Kyoto. Au bout de quelques mois, il réalise qu'il aime par-dessus tout dessiner des mangas : il décide de devenir mangaka en 1969, et monte alors à Tokyo où il devient l'assistant de Kyūta Ishikawa, pendant cinq ans. Il publie sa première bande dessinée en 1970 : Kareta heya, répond à quelques commandes de mangas érotiques, puis devient assistant de Kazuo Kamimura. C'est à cette époque qu'il découvre la bande dessinée européenne, alors inconnue au Japon, et dont le style (netteté et diversité du dessin), notamment celui de la ligne claire, va fortement l'influencer,.
Il finit par prendre son indépendance et s'associe dans les années 1980 avec les scénaristes Natsuo Sekikawa (ja) (également journaliste) et Caribu Marley, avec lesquels il publiera des mangas aux styles variés : aventures, policier, mais surtout un manga historique, Au temps de Botchan, sur la littérature et la politique dans le Japon de l'ère Meiji. C'est à cette époque qu'il décide de limiter ses sorties éditoriales, bien qu'il travaille toujours « huit à neuf heures par jour ».
À partir des années 1990, il se focalise sur les choses de la vie quotidienne, et sur les relations entre êtres humains, mais aussi entre les hommes et les animaux, avec L'Homme qui marche et Terre de rêves. Suivront L'Orme du Caucase, Le Journal de mon père et Quartier lointain, édités en France dans la collection Écritures de l'éditeur Casterman.
Autour du thème de la relation entre l'homme et la nature, il s'attache particulièrement à l'alpinisme, avec K, Le Sauveteur, Le Sommet des dieux et avec la nouvelle La Terre de la promesse (dans le recueil Terre de rêves).
Reconnu en France, le grand public japonais le découvre en 2012 avec l'adaptation en série-télé du Gourmet solitaire.
Son atelier se trouve dans le quartier de Kumegawa (久米川) de la ville de Higashimurayama (banlieue ouest de Tokyo),.
Jirō Taniguchi s'éteint le 11 février 2017 à l'âge de 69 ans, à Tokyo, des suites d'un cancer,,. Il venait de terminer le premier volume d'une nouvelle œuvre qui aurait dû en compter trois, La Forêt millénaire,.

## Regards sur l'œuvre
À ses débuts, Jirō Taniguchi s'inspire avec Natsuo Sekikawa (ja) du roman noir américain, avec pour objectif d'en faire une version BD humoristique, sans grand succès. Il est également influencé par les romans animaliers, notamment ceux d'Ernest Thompson Seton dont il s'inspire pour Blanca (du nom d'un des chiens de Lobo the King of Currumpaw), et à qui il rendra hommage dans Seton.

Ses histoires plus récentes traitent de thèmes universels comme la beauté de la nature, l'attachement à la famille ou le retour en enfance. Il s'inspire d'ailleurs de sa vie personnelle : souvenirs de son enfance à Tottori dans Le Journal de mon père et Quartier lointain, vacances chez ses grands-parents dans L'Homme de la toundra, débuts de mangaka à Tokyo dans Un zoo en hiver, ou relations avec ses animaux domestiques dans Terre de rêves. La place de l'animal et de la nature dans l'existence des hommes est une question qui est au centre de sa création. De plus, d'après lui il est « l'un des rares auteurs de manga à dessiner des animaux, ce qui m'incite à pousser ma réflexion et mon travail sur le sujet ». Sur son attrait pour les choses du quotidien, Jirō Taniguchi déclare : 

« Si j'ai envie de raconter des petits riens de la vie quotidienne, c'est parce que j'attache de l'importance à l'expression des balancements, des incertitudes que les gens vivent au quotidien, de leurs sentiments profonds dans les relations avec les autres. [...] Dans la vie quotidienne, on ne voit pas souvent des gens hurler ou pleurer en se roulant par terre. Si mes mangas ont quelque chose d'asiatique, c'est peut-être parce que je m'attache à rendre au plus près la réalité quotidienne des sentiments des personnages. Si on y pénètre en profondeur, une histoire peut apparaître même dans les plus petits et les plus banals événements du quotidien. C'est à partir de ces moments infimes que je crée mes mangas. »

Son dessin, bien que caractéristique du manga, est cependant accessible aux lecteurs qui ne connaissent que la bande dessinée occidentale. Taniguchi dit d'ailleurs trouver peu d'inspiration parmi les auteurs japonais, et est plus influencé par des auteurs européens, tels Jean Giraud, avec qui il a publié Icare, François Schuiten, proche comme lui de La Nouvelle Manga, mouvement initié par Frédéric Boilet, le promoteur du manga d'auteur en France, et surtout Tito, d'après Taniguchi lui-même. Il finit ainsi par sortir en France, en 2007, un titre sous le format de bande dessinée, La Montagne magique, prépublié au Japon en décembre 2005 au format classique, puis une série de quatre tomes intitulée Mon Année à partir de novembre 2009, en collaboration avec le scénariste Jean-David Morvan, en attente de prépublication au Japon,. Il confie à Benoit Peeters dans un livre d’entretien en 2013 : 

« Le paradoxe, c’est que tout en étant mangaka, mon style est assez proche de la bande dessinée à l’européenne et que je mets beaucoup d’éléments dans chaque image. Je me situe sans doute entre la BD et le manga de ce point de vue. Et c’est peut-être ce qui fait que pour certains lecteurs japonais mes mangas sont difficiles à lire… »

Jirō Taniguchi se dit également influencé par le cinéaste Yasujirō Ozu, chez qui on retrouve le même rythme et la même simplicité : 

« C'est une influence directe. J'ai été marqué par Voyage à Tokyo et Printemps tardif. Je les ai vus enfant, mais sans en apprécier toute la portée. Je m'y suis vraiment intéressé quand j'avais 30 ans. J'aime l'universalité et l'intemporalité de ses histoires et la simplicité efficace avec laquelle il les raconte. Aujourd'hui, j'y pense à chaque fois que je dessine un manga. »

Outre Voyage à Tokyo, ses films préférés sont Barberousse d'Akira Kurosawa et Le Retour d'Andreï Zviaguintsev. Et pour lui, Osamu Tezuka, Utagawa Hiroshige, Edward Hopper, Vincent van Gogh et Gustav Klimt sont les cinq plus grands dessinateurs de l'Histoire.

## Œuvres

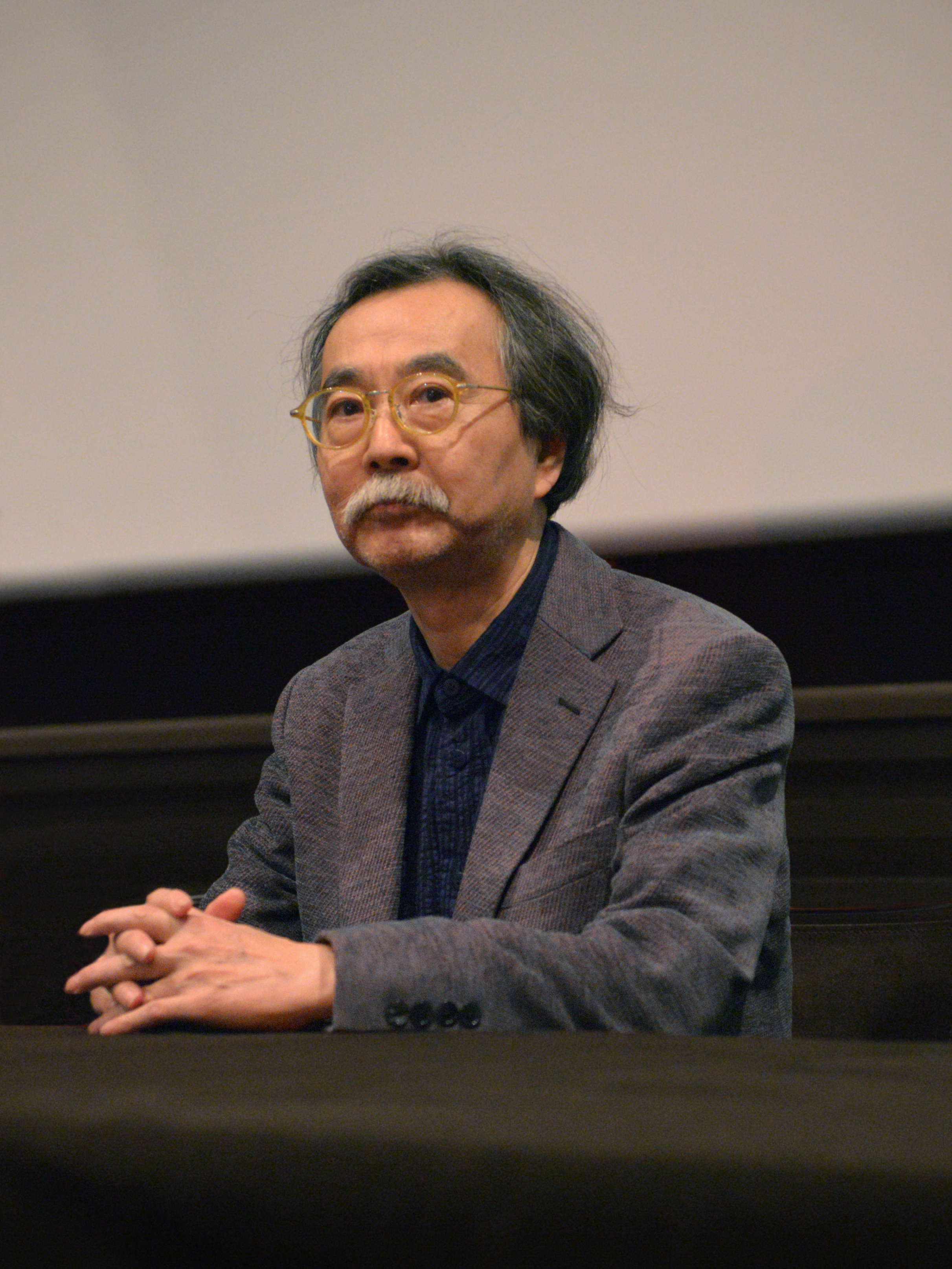
Jirō Taniguchi en 2015 au Festival d'Angoulême 2015.

- Kareta heya (嗄れた部屋?, littéralement « Une chambre rauque »)[note 1], 1970
- Lindo!3 (リンド!3?), 1978, 4 volumes, réédité en 2004 en 1 volume, scénario de Natsuo Sekikawa (ja)
- Mubōbi toshi (無防備都市?, litt. « Une ville sans défense »), 1978, 2 volumes, scénario de Natsuo Sekikawa
- Trouble Is My Business (事件屋稼業, Jiken-ya kagyō?), 1980 (Kana, 2013-2014), scénario de Natsuo Sekikawa
- Ōinaru Yasei (大いなる野生?, litt. « Les Grandes Régions Sauvages »), 1980, recueil de 7 nouvelles, augmenté à 10 lors de sa réédition en 1985
- Ao no senshi (青の戦士?, litt. « Le Soldat en bleu »), 1980-1981, scénario de Caribu Marley
- Hunting Dog (ハンティングドッグ?), 1980-1982, 2 volumes
- Live! Odyssey (LIVE!オデッセイ, Live ! Odessei?), 1981, 3 volumes, 2 lors de ses rééditions en 1987 et 1998, scénario de Caribu Marley
- Knuckle Wars (ナックルウォーズ?), 1982-1983, 3 volumes, 2 lors de sa réédition en 1988, scénario de Caribu Marley
- Shin-jiken-ya kagyō (新・事件屋稼業?), 1982-1994, 4 volumes, 5 lors de sa réédition de 1994, 6 lors de celle de 1996, scénario de Natsuo Sekikawa
- Seifū ha shiroi (西風は白い?, litt. « Le Vent d'ouest est blanc »), 1984, recueil de 8 nouvelles, scénario de Natsuo Sekikawa
- Rude Boy (ルードボーイ, Rūdo bōi?), 1984-1985, collaboration avec Caribu Marley
- Blanco (ブランカ, Buranka?), 1984-1986 (Casterman sous le titre Le Chien Blanco, 1996, puis volumes 1 et 2, 2009), 2 volumes
- Enemigo, 1985 (Casterman, 2012), scénario de M.A.T.
- Tokyo Killers (海景酒店 Hotel Harbour View, Kaikei shuten Hotel Harbour View?)[note 2], 1986 (Kana, 2016), scénario de Natsuo Sekikawa
- K (ケイ?), 1986 (Kana, 2006), scénario de Shirō Tōzaki
- Au temps de Botchan (ぼっちゃんの時代, Botchan no jidai?), 1987-1996 (Le Seuil, 2002-2006, Casterman, 2011-2013), scénario de Natsuo Sekikawa, fresque en cinq volumes évoquant l'ère Meiji et ses écrivains
- Ice Age Chronicle of the Earth (地球氷解事紀, Chikyū hyōkai-ji-ki?), 1987-1988 (Casterman, 2015), 2 volumes
- Encyclopédie des animaux de la préhistoire (原獣事典, Genjū jiten?), 1987-1990 (Kana, 2006), one shot
- Garôden (餓狼伝, Garōden?), 1989-1990 (Casterman, 2011), scénario de Baku Yumemakura, one shot
- Samurai non grata (サムライ・ノングラータ, Samurai-nongurāta?), 1990-1991 (Pika, 2022), scénario de Toshihiko Yahagi
- L'Homme qui marche (歩くひと, Aruku hito?), 1990-1991 (Casterman, 1995), one shot
- Un assassin à New York (N.Y.の弁慶, N.Y. no Benkei?), 1991-1995 (Pika, 2021), scénario de Jinpachi Mōri
- Kaze no shô, le livre du vent (風の抄, Kaze no shō?), 1992 (Panini Comics, 2004), one shot, scénario de Kan Furuyama
- Terre de rêves (犬を飼う, Inu o kau?, litt. « Élever un chien »), 1991-1992 (Casterman, 2005), recueil de cinq nouvelles
- L'Orme du Caucase (人びとシリーズ「けやきのき」, Hitobito Shirīzu : Keyaki no ki?, litt. « Série sur les humains : Le Zelkova du Japon »), 1993 (Casterman, 2004), recueil de 8 nouvelles, scénario de Ryūichirō Utsumi
- Mori e (森へ?, litt. « vers la forêt »), 1994
- Le Journal de mon père (父の暦, Chichi no koyomi?), 1994 (Casterman, 1999-2000, 3 vol., puis 2004, 1 vol.), one shot
- Le Gourmet solitaire (孤独のグルメ, Kodoku no gurume?), 1994-1996 (Casterman, 2005), one shot, scénario de Masayuki Kusumi
- Blanco (神の犬 ブランカII, Kami no inu Buranka II?, litt. « Le Chien divin, Blanca II »), 1995-1996 (Casterman, volumes 3 et 4, 2010), 2 volumes
- Icare (イカル, Ikaru?), 1997 (Kana, 2005), one shot, scénario de Mœbius
- Quartier lointain (遥かな町へ, Haruka-na machi e?), 1998 (Casterman, 2002-2003, 2 vol.), 2 volumes
- Tōkyō genshi-kō (東京幻視行?), 1999
- Le Sauveteur (捜索者, Sōsakusha?, litt. « L'enquêteur »), 1999 (Casterman, 2007), one shot
- Le Sommet des dieux (神々の山嶺, Kamigami no Itadaki?), 2000-2003 (Kana, 2004-2005), 5 volumes, scénario de Baku Yumemakura
- Sky Hawk (天の鷹, Ten no taka?, litt. « Le Faucon du ciel »), 2001-2002 (Casterman, 2002)
- Le Promeneur (散歩もの, Sampo mono?), 2003-2005 (Casterman, 2008), scénario de Masayuki Kusumi
- L'Homme de la toundra (凍土の旅人, Tōdo no tabibito?), 2004 (Casterman, 2006), recueil de 6 nouvelles
- Un ciel radieux (晴れゆく空, Hareyuku sora?), 2004 (Casterman, 2006), one shot
- Seton (シートン, Shīton?), 2004-2006 (Kana, 2005-2008), 4 volumes indépendants parus, scénario de Yoshiharu Imaizuma sur Ernest Thompson Seton
- La Montagne magique (魔法の山, Mahō no yama?), prépublié en 2005 (Casterman, 2007), one shot
- Les Années douces (センセイの鞄, Sensei no kaban?, litt. « Le Sac du professeur »), 2008 (Casterman, 2010-2011), 2 volumes, d'après le roman de Hiromi Kawakami
- Un zoo en hiver (冬の動物園, Fuyu no dōbutsuen?), 2008 (Casterman coll. « Écritures », 2009), one shot
- Mon année, Dargaud, 2009, 1 volume sur 4, scénario de Jean-David Morvan
- Jirô Taniguchi, une anthologie (谷口ジロー選集, Taniguchi Jirō Senshū?, litt. « Sélection/anthologie de Jirō Taniguchi  ») : Inu o kau to 12 no tanpen (犬を飼うと12の短編?, litt. « Élever un chien et 12 histoires courtes »), 2009 (Casterman, 2010), one shot regroupant les recueils Inu o kau (Terre de rêves) et Tōdo no tabibito (L'Homme de la toundra), ainsi que deux nouvelles inédites : La Lune finissante (秘剣残月, Hiken zangetsu?) et Une lignée centenaire (百年の系譜, Hyakunen no keifu?)[note 3]
- Nazuke enumono (名づけえぬもの?), 2010
- Furari (ふらり。, Furari.?), 2011 (Casterman, 2012), one shot inspiré de la vie de Tadataka Inō
- Les Enquêtes du limier (猟犬探偵, Ryōken tantei?), 2011-2012 (Casterman, 2013), 2 volumes, d'après le roman St Mary no ribbon (セント・メリーのリボン, Sento Merī no ribon?) d’Itsura Inami
- Les Contrées sauvages (荒野より, Kōya yori?), 2012 (Casterman, 2014, 2 volumes), recueil de nouvelles reprenant notamment Nazuke enumono
- Les Gardiens du Louvre (千年の翼、百年の夢, Chitose no tsubasa, hyaku nen no yume?, litt. « Ailes de mille ans, rêve de cent ans »), 2014 (Louvre éditions/Futuropolis, 2014), one shot
- Elle s'appelait Tomoji (とも路, Tomoji?), 2014 (Rue de Sèvres, 2015), one shot, avec Miwako Ogihara
- Rêveries d'un gourmet solitaire (孤独のグルメ2, Kodoku no gurume 2?), 2014 (Casterman, 2016), one shot, scénario de Masayuki Kusumi
- La Forêt millénaire, Rue de Sèvres, 2017, one shot
- Nos Compagnons, Casterman, 2019. Recueil qui reprend les quatre premières histoires de Terre de rêves, avec la nouvelle Une lignée centenaire (百年の系譜, Hyakunen no keifu?) à la place de La Terre de la promesse.

### Œuvres collaboratives
- Frédéric Boilet, Tōkyō ha boku no niwa (東京は僕の庭?), 1997 (Tokyo est mon jardin, 1998). Jirō Taniguchi n'a réalisé que les trames de cet album.
- Natsu no sora (夏の空?, litt. « Le Ciel d'été »), nouvelle de douze pages dans le recueil Japon, 2005, dirigé par Frédéric Boilet, avec Moyoko Anno, Aurélia Aurita, Frédéric Boilet, Nicolas de Crécy, Étienne Davodeau, Little Fish, Emmanuel Guibert, Kazuichi Hanawa, Daisuke Igarashi, Taiyō Matsumoto, Fabrice Neaud, Benoît Peeters, David Prudhomme, François Schuiten, Joann Sfar et Kan Takahama.
- Benoit Sokal, La villa sur la falaise, 2012, Casterman. Jiro Taniguchi a dessiné l'une des dix variations autour d'un même canevas de départ qui composent cette bande dessinée.

### Artbook et illustrations
- Yōko Hiramatsu, Un sandwich à Ginza (サンドウィッチは銀座で, Sandowicchi wa Ginza de?), 2011 (Picquier, 2019)
- Yōko Hiramatsu, Le Roi des gyozas (ステーキを下町で, Sutēki o shitamachi de?, Un steak à Shitamachi), 2013 (Picquier, 2023)
- Travel Book Venise, Louis Vuitton 2014
- L'Art de Jirô Taniguchi (谷口ジロー画集, Taniguchi Jirō gashū?), 2016 (Casterman, 2016)

## Accueil de son œuvre
L'œuvre de Jirō Taniguchi a conquis un large public en France. Il se dit lui-même surpris par l’intérêt que porte le public français à son travail : « Au Japon, souvent on trouve mes histoires trop sobres, trop littéraires, alors qu'en France je sens une attention très profonde à mon travail, notamment au texte. » À sa mort en 2017, Quartier lointain a été écoulé à plus d'un million d'exemplaires en France.
L'auteur obtient globalement un succès certain auprès des lecteurs européens, notamment grâce à son style entre la bande dessinée et le manga. Au Japon, il est peu connu ; d’après Pierre-Alain Szigeti, avec qui il a travaillé pour le magazine Morning de Kōdansha dans les années 1990 : « Il ne vendait rien, peut-être 60 000 exemplaires, ce qui est dérisoire pour le Japon. Son œuvre est majeure, mais il n'a jamais vraiment percé. Aux yeux des Japonais, il est resté trop intimiste. »

### Expositions
Son œuvre a fait l'objet d'une exposition monographique en France : « Éloge du détour », produite en 2012 par l'abbaye de Fontevraud, sous la direction artistique de Xavier Kawa-Topor, commissariat de Ilan Nguyen. Cette exposition a été présentée en différents lieux en France dont la Cité internationale de la Bande Dessinée et de l'Image à Angoulême.
Jirō Taniguchi est l'un des principaux invités du 42e festival international de la bande dessinée d'Angoulême qui s'est déroulé du 29 janvier au 1er février 2015. À cette occasion, une grande exposition monographique intitulée « Taniguchi, l'homme qui rêve » lui est consacrée, « la première de cette envergure qui lui soit dédiée en Europe ». Cette exposition est reprise du 12 mars au 15 mai 2016 à Versailles.
À la suite de sa disparition, une exposition, organisée par les éditeurs Rue de Sèvres, Kana, Futuropolis et Casterman, et une conférence, avec Benoît Peeters, Jean-David Morvan et Corinne Quentin, sont organisées au salon du livre de Paris 2017,.

### Distinctions
- 1992 : Prix du manga Shōgakukan, catégorie Prix spécial du jury pour Terre de rêves
- 1993 : Prix de l'Association des auteurs de bande dessinée japonais, catégorie Prix d'excellence pour Au temps de Botchan
- 1998 :
  - Prix culturel Osamu Tezuka, catégorie Grand Prix pour Au temps de Botchan
  - Prix d'Excellence du Festival des arts médias de l'Agence pour les affaires culturelles au Japon, catégorie Manga pour Quartier lointain
- 2001 :
  - Prix d'Excellence du Festival des arts médias de l'Agence pour les affaires culturelles au Japon, catégorie Manga pour Le Sommet des dieux
  -  Prix Micheluzzi de la meilleure bande dessinée pour Quartier lointain
  -  Prix du jury œcuménique de la bande dessinée pour Le Journal de mon père
- 2002 :  Prix Haxtur de la meilleure histoire longue pour Le Journal de mon père
- 2003 :
  -  Alph-Art du meilleur scénario au Festival d'Angoulême 2003 pour le tome 1 de Quartier lointain
  -  Prix des libraires de bande dessinée Canal BD au Festival d'Angoulême 2003 pour Quartier lointain
- 2004 :  Prix Micheluzzi de la meilleure série étrangère pour Au temps de Botchan (Natsuo Sekikawa)
- 2005 :
  -  Prix du dessin du Festival d'Angoulême 2005 pour le tome 2 du Sommet des dieux
  -  Prix Haxtur de la meilleure histoire courte pour L'Orme du Caucase (avec Ryūichirō Utsumi)
- 2007 :  Prix Haxtur de la meilleure histoire longue pour Seton t. 1 (avec Yoshiharu Imaizumi)
- 2008 :
  -  Prix Haxtur du meilleur dessin pour Seton t. 3
  -  Prix Max et Moritz de la meilleure publication de bande dessinée japonaise pour Quartier lointain
- 2011 :  Chevalier de l'Ordre des Arts et des Lettres. Décoration remise par Frédéric Mitterrand à Tokyo le 15 juillet 2011[32],[33].
- 2015 :
  -  Prix Peng ! du meilleur manga du Japon ou d'Asie orientale pour Le Gourmet solitaire
  -  Prix Sproing de la meilleure bande dessinée étrangère pour Le Journal de mon père

### Adaptations
- 2009 : Quartier lointain, pièce de théâtre de Dorian Rossel[34].
- 2010 : Quartier lointain, film de Sam Garbarski, avec Jonathan Zaccaï, Léo Legrand, Alexandra Maria Lara et Pascal Greggory, sur une musique composée par Air[35]. L'action se déroule en France, à Nantua, le héros s'appelant Thomas[35]. Jirō Taniguchi fait une apparition dans le film[1].
- 2012 : Le Gourmet solitaire, drama avec Yutaka Matsushige sur TV Tokyo[36].
- 2015 : annonce de la préparation d'un film d'animation français en 2D tiré du Sommet des dieux et réalisé par Jean-Christophe Roger et Éric Valli[37],[38].
- 2016 : Everest, le sommet des dieux (エヴェレスト 神々の山嶺, Everesuto kamigami no itadaki?), film réalisé par Hideyuki Hirayama, avec Jun'ichi Okada, Hiroshi Abe et Machiko Ono (adaptation du roman de Baku Yumemakura).
- 2017 : Un ciel radieux, téléfilm de Nicolas Boukhrief et Frédérique Moreau avec Léo Legrand, Dimitri Storoge et Marie Kremer[39].
- 2020 : L'Homme qui marche, série télévisée de dix épisodes de 29 minutes, diffusée sur la chaîne NHK BS4K, avec Arata Iura dans le rôle titre[40],[41].
- 2021 : Le Sommet des dieux, film d'animation franco-luxembourgeois en 2D tiré du manga éponyme, réalisé par Patrick Imbert, scénario : Magali Pouzol, Patrick Imbert, Jean-Christophe Ostorero, musique : Amine Bouhafa[42].